# Parabelbella spiniger
Parabelbella spiniger är en kvalsterart som först beskrevs av Wang 1994.  Parabelbella spiniger ingår i släktet Parabelbella och familjen Damaeidae. Inga underarter finns listade i Catalogue of Life.